# 2561 Margolin
2561 Margolin este un asteroid din centura principală, descoperit pe 8 octombrie 1969 de Liudmila Cernîh.